# Loona
Loona este o trupă de fete sud-coreeană înființată în 2016 de Blockberry Creative. Aceasta grupă este formată din 11 membre: Heejin (Jeon Hee-jin), Hyunjin (Kim Hyun-jin), Haseul (Jo Ha-seul), Yeojin (Im Yeo-jin), ViVi (Vivi Wong), Kim Lip (Kim Jung-eun), JinSoul (Jung Jin-soul), Choerry (Choi Ye-rim), Yves (Ha Soo-young), Fost membru Chuu (Kim Ji-woo) , Go Won (Park Chae Won) și Olivia Hye (Son Hye-joo), toate sud-coreene cu excepția lui Vivi, originară din Hong Kong. Au debutat în componența de 12 membre pe 20 august 2018, cu EP-ul [+ +].
Chuu (Kim Ji-woo), fost membru al trupei,a fost activa cu grupul pana in data de 25 noiembrie 2022,fiind eliminata din grup de catre companie.

## Nume
Numele în engleză al trupei este derivat din literele coreene ㅇㄷㅇㅅㄴ, fiecare consoană inițială din blocurile silabice care formează 이달의 소녀 (Idarui Sonyeo). Când este rearanjat ㄴㅇㅇㄷㅅ, seamănă cu LOONA în alfabetul latin.

## Istoric
2016–2018: Subunități, pre-debut și Mix Nine

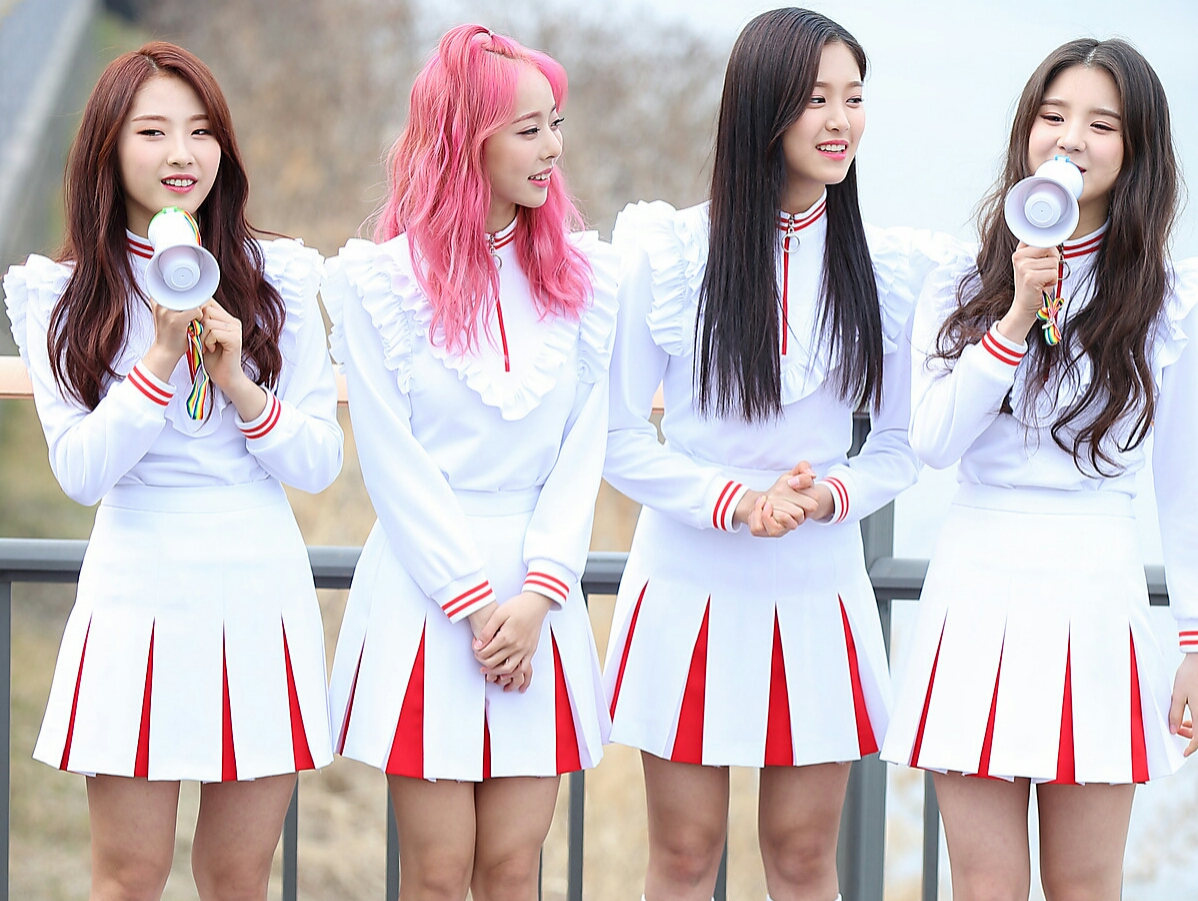
Loona 1/3 în martie 2017

Pe 2 octombrie 2016, Blockberry Creative a anunțat prin Naver că vor debuta primul lor grup de fete printr-un proiect de 18 luni de pre-debut. În perioada octombrie 2016 - ianuarie 2017, patru membre (HeeJin, HyunJin, HaSeul și YeoJin) au fost dezvăluite;  fiecare membră a lansat un singur album format de obicei dintr-o piesă solo și o altă piesă interpretată împreună cu alți membri dezvăluiți, sub numele coreean al grupului Idarui Sonyeo (coreeană: 이달 의 소녀; lit. Girl of the Month). În martie 2017, a fost introdusă prima subunitate a grupului, Loona 1/3, formată din membrele dezvăluite anterior HeeJin, HyunJin, HaSeul și o nouă membră, ViVi. Loona 1/3 a lansat piesa extinsă Love & Live și un single cu același nume pe 13 martie 2017, promovând-o la show-ul Inkigayo de pe postul de televiziune SBS. Pe 27 aprilie, au lansat o ediție reambalată a piesei extinse, intitulată Love & Evil, însoțită de single-ul „Sonatine”. Love & Live și ediția reeditată au atins numărul 10 și respectiv 24 în topul Gaon Album din Coreea de Sud.

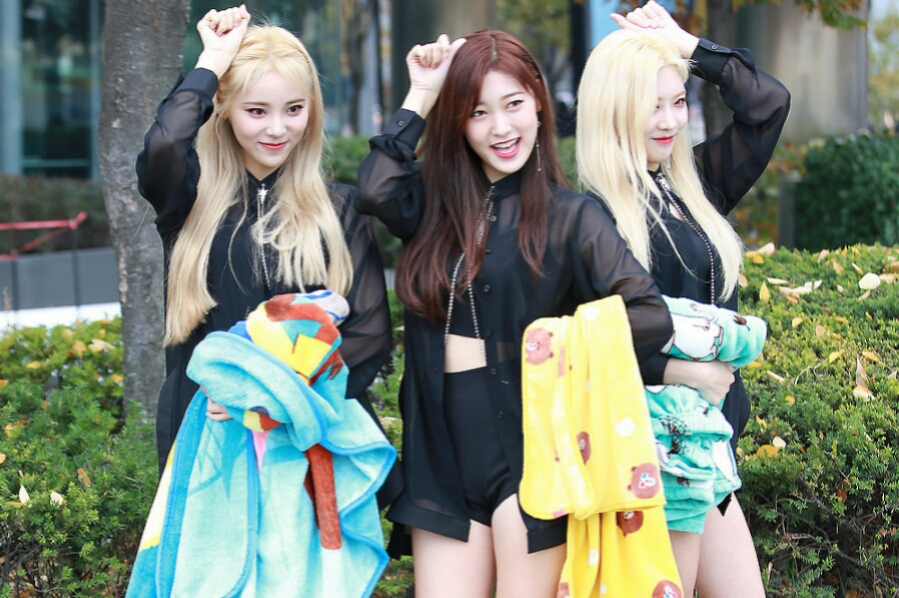
Loona Odd Eye Circle în noiembrie 2017

Între aprilie 2017 și iulie 2017, membrele ViVi, Kim Lip, JinSoul și Choerry și-au lansat albumele single, continuând același tipar Girl of the Month. În septembrie 2017, trei membre, HeeJin, HyunJin și HaSeul, au dat audiții pentru reality show-ul JTBC Mix Nine; HeeJin și HyunJin au trecut etapa de audiție, ajungând în spectacol, unde HyunJin a fost plasată în Top 18 și HeeJin s-a clasat pe locul patru în finală. Cea de-a doua subunitate a grupului, Loona Odd Eye Circle, formată din JinSoul, Kim Lip și Choerry, a lansat piesa extinsă Mix & Match și single-ul său "Girl Front" pe 21 septembrie 2017 și a început promovările pe Mnet's M Countdown. Versiunea în limba engleză a piesei lor "Loonatic" a fost lansată pe 23 octombrie. Pe 31 octombrie, au lansat o ediție reambalată a piesei extinse, intitulată Max & Match, cu trei piese noi, inclusiv single-ul „Sweet Crazy Love”. Mix & Match și ediția reambalată au atins numărul 16 și respectiv 7 pe Gaon Album Chart.

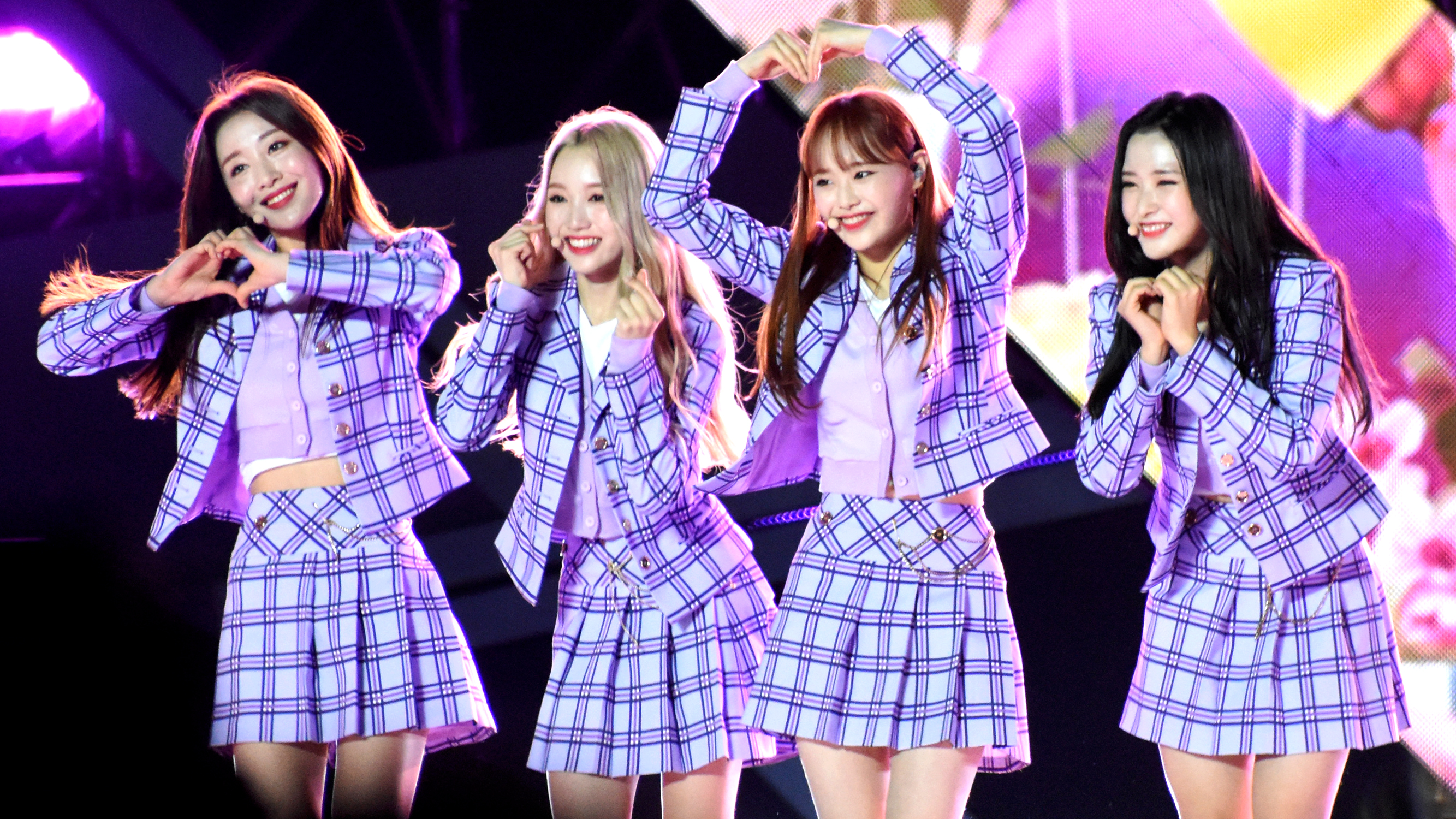
Loona yyxy în septembrie 2018

Între noiembrie 2017 și ianuarie 2018, au lansat albumele solo single pentru noile membre Yves, Chuu și Go Won, continuând tiparul lunar împreună cu single-ul digital „The Carol 2.0” cântat de Yves, Vivi și Choerry. În martie 2018, au lansat albumul solo pentru ultimul membru, Olivia Hye. Pe 30 mai 2018, a treia subunitate a grupului, Loona yyxy, a debutat cu piesa extinsă Beauty & the Beat. Single-ul „love4eva” cu cântăreața canadiană Grimes a fost lansat în aceeași zi cu un videoclip muzical. Piesa extinsă a atins numărul 4 în topul albumelor Gaon. 
Pe 7 august 2018, Loona a lansat un single digital de pre-debut, intitulat „favOriTe”, prima piesă a grupului care le cuprinde pe toate cele doisprezece membre, însoțită de un videoclip muzical axat pe coregrafia grupului.  Single-ul de pre-debut a fost ulterior dezvăluit a fi single-ul principal al EP-ului de debut al Loona [+ +].
2018–2019: debutul oficial cu [+ +] și [X X]

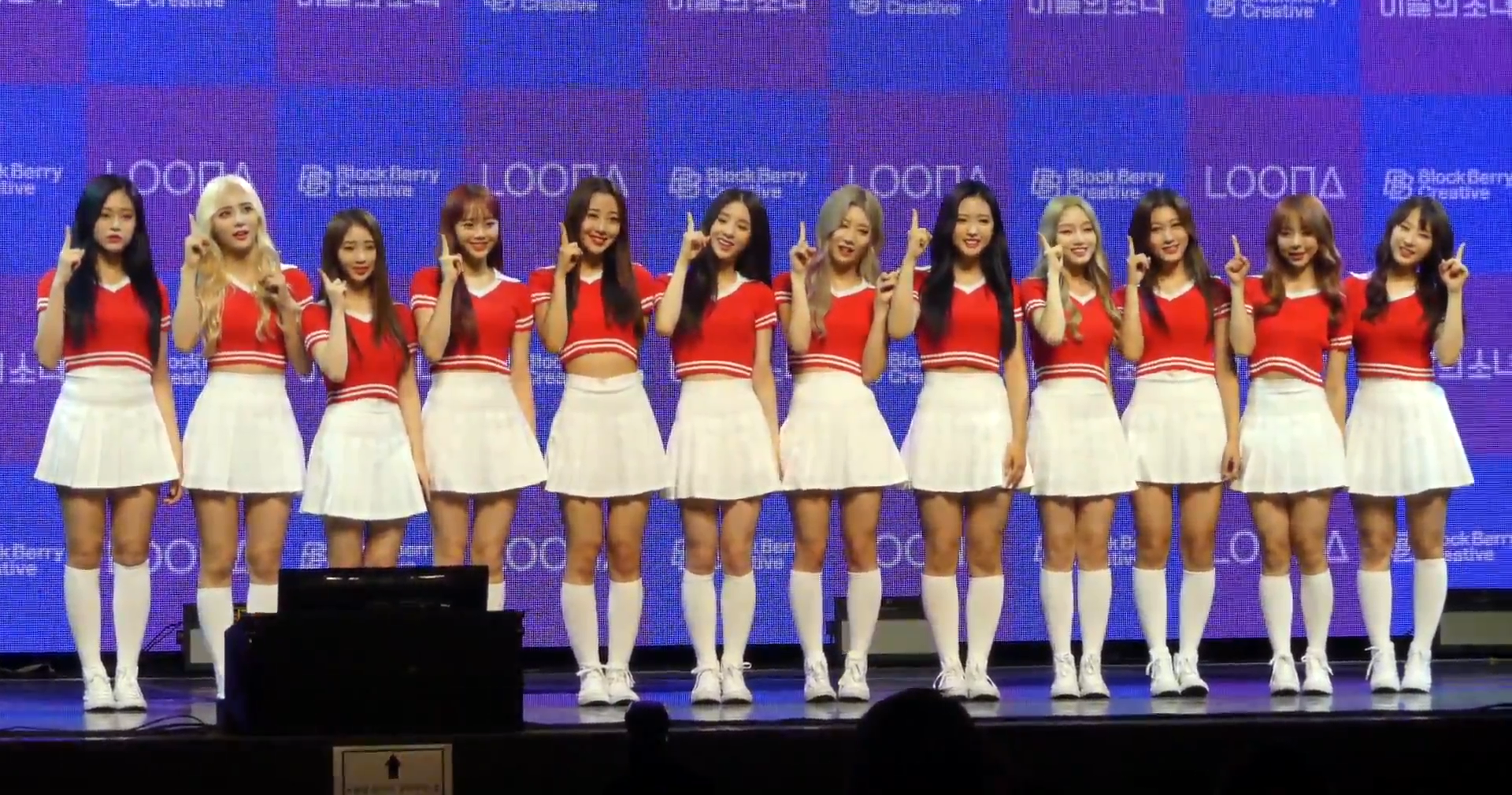
Loona la show-ul lor de debut în august 2018

Pe 20 august, Loona a debutat oficial ca grup complet odată cu lansarea piesei extinse [+ +] (citit ca Plus Plus). Albumul a inclus „Favorite” ca single principal, în timp ce „Hi High” a servit drept piesă de titlu. A debutat pe locul 2 în Gaon Album Chart din Coreea de Sud și a fost al doilea album de debut cel mai bine vândut de un grup de fete în 2018. [+ +] a fost reambalat ca [X X] (citit ca Multiply Multiply) pe 19 februarie 2019, cu șase piese suplimentare, inclusiv un nou single, „Butterfly”. Pe 17 august 2019, Loona și-a făcut prima apariție în Statele Unite, concertând la KCON 2019 din Los Angeles. Pe 13 decembrie 2019, Loona a lansat un single numit „365” ca melodie de apreciere pentru fanii lor.
2020–prezent: [#], [12:00] și [&]
Pe 7 ianuarie 2020, Blockberry Creative a anunțat că liderul HaSeul nu va participa la promoția pentru următorul album Loona din motive de sănătate mintală. S-a spus că ar fi fost diagnosticată cu „simptome de anxietate intermitentă” și ar fi avut nevoie de timp pentru a se concentra asupra sănătății sale. Pe 5 februarie 2020, Loona a lansat al doilea EP intitulat [#] (citit ca Hash), împreună cu piesa de titlu „So What”. Deși HaSeul nu a apărut în piesa de titlu, vocea ei este prezentată pe alte trei melodii de pe album, inclusiv „365”. EP-ul a debutat pe locul 2 în topul albumelor Gaon. Pe 12 martie 2020, Loona a câștigat primul lor trofeu la un spectacol muzical cu „So What” de pe Mnet's M Countdown.
Pe 19 octombrie, Loona a lansat al treilea EP intitulat [12:00] (citit ca Midnight), însoțit de primul său single "Why Not?". HaSeul nu a fost din nou implicată în album, din propria decizie de a se concentra asupra recuperării sale. Cel mai bine vândut album al Loona până în prezent, [12:00] a debutat pe locul 4 în Gaon Album Chart, și este primul lor album care a intrat în Billboard 200, debutând pe numărul 112. Pe 18 noiembrie, Loona a lansat videoclipul pentru „Star”, care este versiunea în limba engleză a piesei "Voice", o altă piesă de pe [12:00]. Poziționat la numărul 40, „Star” este prima intrare a Loona în Billboard Mainstream Top 40, devenind astfel al doilea grup K-pop de fete care intră în grafic.
La 1 iunie 2021, Loona a anunțat că va reveni pe 28 iunie, cu al patrulea EP, [&] (citit ca And). A doua zi, pe 2 iunie, un teaser a fost postat pe conturile de socializare oficiale ale Loona, care arătau douăsprezece perechi de ochi, confirmând întoarcerea membrei HaSeul care fusese în pauză din cauza problemelor de sănătate mintală de la începutul anului 2020.

## Membre
- HeeJin (희진)
- HyunJin (현진)
- HaSeul (하슬) - lider
- YeoJin (여진)
- ViVi (비비)
- Kim Lip (김립)
- JinSoul (진솔)
- Choerry (최리)
- Yves (이브)
- Chuu (츄)
- Go Won (고원)
- Olivia Hye (올리비아 혜)

## Subgrupuri
- Loona 1/3 (Heejin, Hyunjin, Haseul și ViVi)
- Loona Odd Eye Circle (Kim Lip, JinSoul și Choerry)
- Loona yyxy (Yves, Chuu, Go Won și Olivia Hye)

Yeojin nu face parte din niciun subgrup.

## Discografie

### Albume reeditate
- Love & Evil (Loona 1/3) (2017)
- Max & Match (Loona Odd Eye Circle) (2017)
- [× ×] (2019)

### EP-uri
- Love & Live (Loona 1/3) (2017)
- Mix & Match (Loona Odd Eye Circle) (2017)
- Beauty & The Beat (Loona yyxy) (2018)
- [+ +] (2018)
- [#] (2020)

### Single-uri
- Heejin (2016)
- Hyunjin (2016)
- Haseul (2016)
- Yeojin (2017)
- Vivi (2017)
- Kim Lip (2017)
- Jinsoul (2017)
- Choerry (2017)
- Yves (2017)
- Chuu (2017)
- Go Won (2018)
- Olivia Hye (2018)
- 365 (2019)